# Глогер, Константин Вильгельм Ламберт
Константин Вильгельм Ламберт Глогер (нем. Constantin Wilhelm Lambert Gloger; 1803—1863) — немецкий зоолог и орнитолог.

## Биография
Глогер родился в Гродкуве (ныне Польша). Изучал с 1824 года естественные науки в Берлине и Вроцлаве. В 1830 году он получил учёную степень кандидата наук. Во время учёбы он уже занимался исследованием птичьего мира Исполиновых гор. В 1830 году он был преподавателем во Вроцлаве и одновременно членом Немецкой академии натуралистов Леопольдины, штаб-квартира которой находилась с 1878 года в Галле. В 1843 году Глогер переехал из Вроцлава в Берлин, где работал в Зоологическом музее Берлина и руководил изданием журнала по орнитологии «Journals für Ornithologie».
Глогер получил признание в научном мире благодаря вышедшему в 1833 году сочинению «Das Abändern der Vögel durch Einfluss des Klimas» (Влияние климата на изменчивость птиц), в котором сформулировал правило Глогера. Кроме того, он впервые построил ящики, соответствующие виду летучих мышей, и выработал структурные различия между ласточками и чёрными стрижами.
Мировую известность он получил благодаря публикациям, адресованным широкой аудитории, о значении птиц и некоторых млекопитающих в уничтожении вредителей сельского и лесного хозяйства.

## Труды
- Zur Naturgeschichte des weißbindigen Kreuzschnabels loxia taenioptera (1829)
- Schlesiens Wirbelthier-Fauna (1833)
- Das Abändern der Vögel durch Einfluss des Klimas (1833)
- Vollständiges Handbuch der Naturgeschichte der Vögel Europas (ab 1834)
- Gemeinnütziges Hand-und Hilfsbuch der Naturgeschichte (1841)